# Gökhan Alsan
Gökhan Alsan (sinh ngày 30 tháng 5 năm 1990 tại Trabzon, Thổ Nhĩ Kỳ) là một cầu thủ bóng đá Thổ Nhĩ Kỳ, đang thi đấu ở vị trí tiền vệ cho Gaziantep BB.